# RFM Somnii
RFM SOMNII é um festival de música realizado anualmente na Praia do Relógio na Figueira da Foz, Portugal. É organizado pela MOT - https://memoriesoftomorrow.pt/ em co-produção com a RFM, uma estação de rádio. A sua primeira realização foi em 2012 na Praia do Moledo, em Caminha, como Sunset. A partir de 2013, passou a realizar-se Praia do Relógio, na Figueira da Foz, com o nome RFM SOMNII. É hoje considerado o Maior Sunset de Sempre de música eletrónica do mundo.

## 2012
A 7 de Julho de 2012, começou o Sunset, na praia de Moledo.
| 7 Julho | - Erick Morillo - Pete tha Zouk - Pedro Tabuada - Rich & Saraiva - DJ António Mendes |

## 2013
A segunda edição realizou-se a 13 de Julho de 2013, para 25 000 pessoas, passando a chamar-se RFM SOMNII.
| 13 Julho | - Sebastian Ingrosso - Sharam - Dyro - Otto Knows - KURA - Mendes & Rich |

## 2014
Em 2014, a 3.ª edição do RFM Somnii. Pela primeira vez em 2 dias.
| 11 Julho | - DVBBS - Cedric Gervais - Sick Individuals - Thomas Newson |
| 12 Julho | - Alesso - W&W - Pete tha Zouk - Alvaro - Joey Dale         |

## 2015
Em 2015, a 3.ª edição do RFM SOMNII, para 80 000 pessoas.
| 11 Julho | - Nicky Romero - The Chainsmokers - Dannic - KURA - MOTi - Julian Calor - dfee - Mendes      |
| 12 Julho | - Martin Solveig - Robin Schulz - MAKJ - DubVision - Michael Calfan - Rich - André Henriques |

## 2016
Em 2016, a 4.ª edição do RFM SOMNII, para 100 000 pessoas. O festival decorreu durante 3 dias.
| 8 Julho  | - DJ Snake - Don Diablo - R3hab - Sam Feldt - Malaa - Tom Enzy - Mendes - Ewave                                    |
| 9 Julho  | - Hardwell - Borgore - Diego Miranda - Firebeatz - Lucas & Steve - WAO - Mendes & Rich - André Henriques - Menasso |
| 10 Julho | - Oliver Heldens - KSHMR - Galantis - Tujamo - Joe Stone - Massivedrum - Rich - David Souza                        |

## 2017
| 7 Julho | - Armin Van Buuren - Breathe Carolina - Sunnery James & Ryan Marciano - Merk & Kremont - 3LAU - Marnik |
| 8 Julho | - Laidback Luke - Blasterjaxx - Timmy Trumpet - Brennan Heart - Florian Picasso - San Holo             |
| 9 Julho | - Tiësto - KURA - NERVO - Kungs - Tungevaag & Raaban - Mike Williams                                   |

## 2018
| 6 Julho | RICH & MENDES + PETE THA ZOUK ANGERFIST YELLOW CLAW QUINTINO GTA TOM STAAR CURBI DEEP BLUE (Opening act)                   |
| ------- | --- |
| 7 Julho | RICH & MENDES + PEDRO CAZANOVA Slushii Axwell & Ingrosso UMMET OZCAN MOKSI CHOCOLATE PUMA GREGOR SALTO ARTIX (Opening act) |
| 8 Julho | RICH & MENDES CESQEAUX STEVE ANGELLO ALAN WALKER BROOKS GARMIANI COREY JAMES LOW MAK (Opening Act)                         |
|         | |

## 2019
| 5 Julho | - Alesso - Afrojack - Radical Redemption - Vigel - Fedde Le Grand - Olga Ryazanova - Rich & Mendes     |
| 6 Julho | - Dj Snake - Jay Hardway - Netsky´ - Redfoo - Ozuna - Magnificence - Rich & Mendes                     |
| 7 Julho | - Don Diablo - Tyga - Jonas Blue - LVNDSCAPE - LOST KINGS - JAMES HYPE - THIRD ≡ PARTY - Rich & Mendes |

2022 (A-Z)
Alan Walker, Diego Miranda, DJ Fifty, Karetus, Mandragora, Miss K8
Alok, CL, Danny Avila, Kura, Tropkillaz, Zanova
A7S, Brennan Heart, Martins Jensen, Morten, Peace Maker
Richie & Mendes
2023 - (A-Z)
Blasterjaxx, D Sturb, Example, James Hype, Julian Jordan, ( Pedro Cazanova)
Alok, Kshmr, Le Twins, Mariana Bo, Mike Williams, Riton, (Marc Vedo)
Clapton, Joel Corry, Oliver Heldens, Warface, (Tiger Lewis)
Richie& Mendes